# Valle della Baccia
La Valle della Baccia, già Valle della Bača, (in sloveno Baška grapa) è una valle alpina lunga 30 km del Goriziano in Slovenia, percorsa dal torrente Baccia (Bača) che confluisce nell'Idria (Idrija), il principale affluente dell'Isonzo.

## Etimologia
Il nome italiano Valle della Baccia è d'origine novecentesca e ricalca (con piccolo adattamento ortografico) quello precedentemente usato in epoca asburgica, mentre il toponimo sloveno Baška grapa, usato internazionalmente, deriva dal tedesco graben, termine che significa fossato o burrone.

## Storia
Tra il 29 giugno e il 3 luglio 1944, nella valle, si combatté una battaglia campale tra l'Esercito popolare di liberazione della Jugoslavia e le forze combinate dell'Esercito Nazionale Repubblicano e della Wehrmacht, vinta da questi ultimi.

## Geografia antropica
La valle, pressoché incontaminata, rientra quasi interamente nel territorio comunale di Tolmino, eccetto due insediamenti, di cui uno appartenente a Železniki e uno a Circhina. L'abitato più numeroso e importante è Piedicolle, posto a pochi chilometri dal passo Colle Pietra (Petrovo Brdo).  

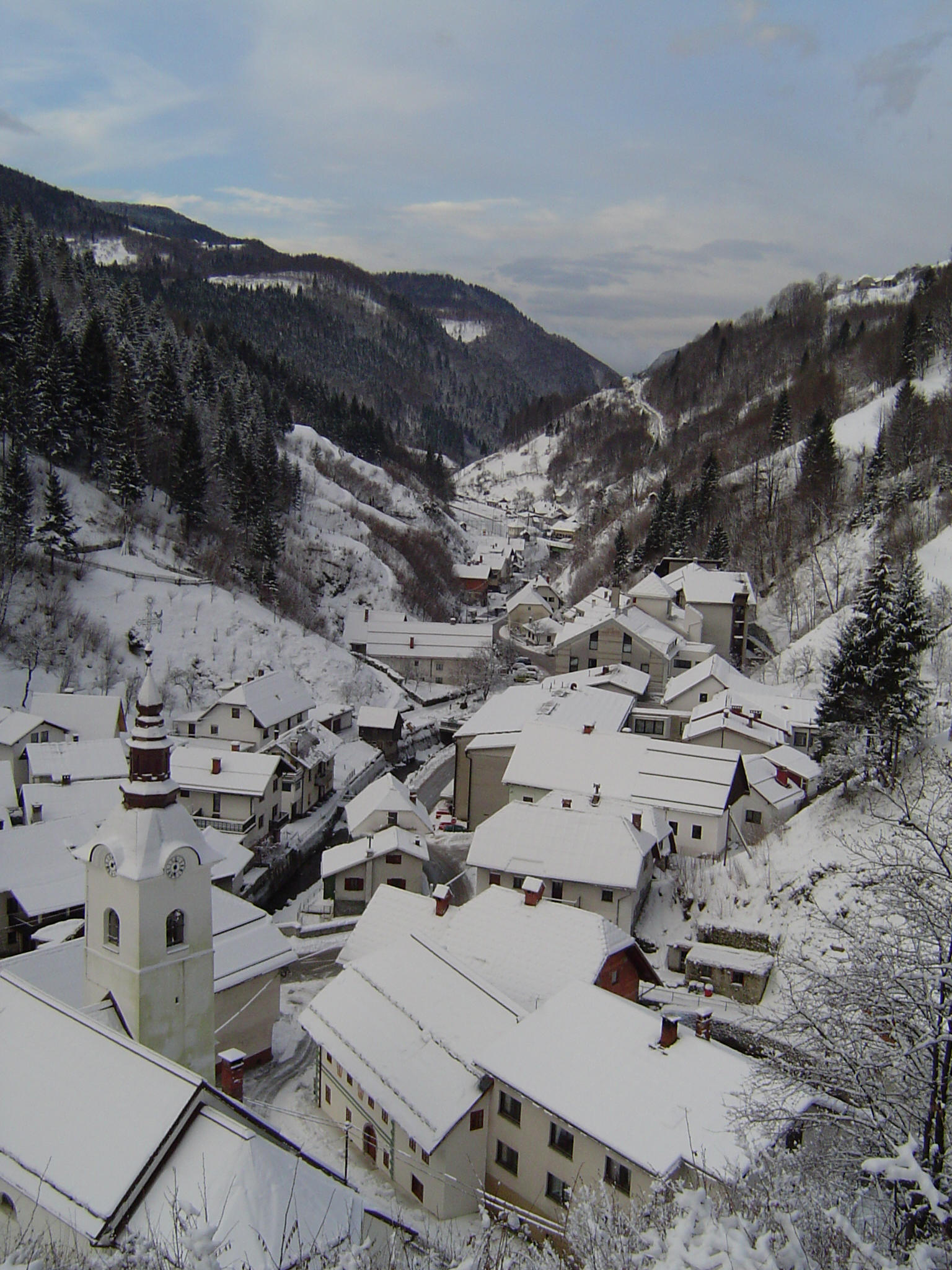
Piedicolle

### Frazioni
- Tolmino:

Logaršče, Bača pri Podbrdu, Temljine, Znojile, Piedicolle (Podbrdo), Cucco di Gracova (Kuk), Klavže, Kal, Kneža, Petrovo Brdo, Grant, Piedimelze (Podmelec), Gracova (Grahovo ob Bači), Obloke, Rutte di Gracova (Rut), Koritnica, Stržišče, Hudajužna, Sela nad Podmelcem, Baccia, Porezen, Loje, Trtnik.
- Circhina:

Zakojka.
- Železniki:

Podporezen.